# Alexei Iwanowitsch Wojewoda
Alexei Iwanowitsch Wojewoda (russisch Алексей Иванович Воевода, ukrainisch Олексій Іванович Воєвода; * 9. Mai 1980 in Kalynowyzja, Rajon Warwa, Oblast Tschernihiw, Ukrainische SSR) ist ein russischer Bobsportler und Armwrestler.

## Karriere
Wojewoda begann seine Karriere im Bobsport 2002. Bei den Olympischen Winterspielen 2006 gewann er zusammen mit Filipp Jegorow, Alexei Seliwerstow und Alexander Subkow die Silbermedaille im Viererbob. Bei den Olympischen Winterspielen 2010 gewann er als Anschieber von Alexander Subkow die Bronzemedaille im Zweierbob. Bei der Bob-Weltmeisterschaft 2011 am Königssee gewann das Duo erstmals den Weltmeistertitel im Zweierbob. Bei den Olympischen Spielen 2014 in Sotschi beendete er das Rennen im Zweierbob auf dem ersten Rang. Auch im Viererbob wurde er mit Subkow als Piloten fuhr er die schnellste Gesamtzeit und erhielt so zwei Goldmedaillen. Am 24. November 2017 entzog ihm das Internationale Olympische Komitee die in Sotschi gewonnenen Medaillen wegen Dopings; das Urteil konnte zu der Zeit noch beim Internationalen Sportgerichtshof angefochten werden. Am 18. Dezember 2017 sperrte ihn das IOC lebenslänglich.
Nach den Winterspielen 2014 wurde Wojewoda Präsident des russischen Schlittenverbandes. Vor seinem Wechsel zum Bobsport wurde Alexei Wojewoda dreimal Weltmeister und dreimal Weltcupsieger im professionellen Armwrestling.